# الگوریتم اکسورشیفت
الگو:Infobox random number generator
الگوریتم اکسورشیفت (به انگلیسی: Xorshift) یک خانواده از تولیدکننده‌های اعداد شبه‌تصادفی (PRNG) است که نخستین بار توسط جرج مارسالیا (George Marsaglia) در سال ۲۰۰۳ معرفی شد. این الگوریتم‌ها از عملگرهای سادهٔ بیت‌به‌بیت، شامل عملیات XOR (یا-انحصاری) و شیفت بیتی، برای تولید توالی‌هایی از اعداد استفاده می‌کنند که از نظر آماری تصادفی به‌نظر می‌رسند.
الگوریتم‌های اکسورشیفت به‌دلیل سادگی، سرعت بالا و کارایی خوب، به‌ویژه در سیستم‌های نهفته (embedded systems) و برنامه‌های زمان‌واقعی مورد توجه قرار گرفته‌اند.

## طراحی
الگوریتم‌های اکسورشیفت بر پایهٔ اعمال پیاپی عملگرهای بیت‌به‌بیت روی مقدار حالت داخلی (state) عمل می‌کنند. در ساده‌ترین حالت، الگوریتم به‌شکل زیر پیاده‌سازی می‌شود:
```
x
 
^=
 
x
 
<<
 
a
;

x
 
^=
 
x
 
>>
 
b
;

x
 
^=
 
x
 
<<
 
c
;

```

که در آن:
- x مقدار حالت فعلی است.
- a، b و c مقادیری ثابت‌اند که برای بهبود کیفیت تصادفی انتخاب می‌شوند.
- ^ عملگر XOR، و << و >  به‌ترتیب شیفت به چپ و راست هستند.

انتخاب ضرایب مناسب برای تضمین دورهٔ تناوب طولانی و کیفیت آماری خوب ضروری است.

## ویژگی‌ها
- دورهٔ تناوب بلند: بسته به اندازهٔ حالت (مثلاً ۳۲ یا ۶۴ بیت)، الگوریتم می‌تواند دوره‌هایی تا ۲ⁿ−۱ داشته باشد.
- کارایی بالا: تنها از عملیات سریع بیت‌به‌بیت استفاده می‌کند، بنابراین برای اجرا در پردازنده‌های ساده بسیار مناسب است.
- پیاده‌سازی آسان: فقط با چند خط کد در هر زبان برنامه‌نویسی قابل پیاده‌سازی است.

## نقاط ضعف
با وجود مزایای بالا، برخی گونه‌های اکسورشیفت در آزمون‌های آماری پیشرفته مانند TestU01 عملکرد ضعیفی دارند. بنابراین، نسخه‌های بهبودیافته‌ای مانند xorshift+ و xoshiro توسعه یافته‌اند تا کیفیت تصادفی را افزایش دهند.

## گونه‌ها
- xorshift+ – نسخه‌ای که خروجی را با جمع ترکیب می‌کند تا رفتار آماری بهتری حاصل شود.
- xorshift* – نسخه‌ای که از ضرب برای بهبود خروجی استفاده می‌کند.
- xoshiro – نسل جدید الگوریتم‌های Xorshift که رفتار آماری بهتری دارند.

## نمونه کد
نمونه‌ای از Xorshift با حالت ۳۲ بیتی:
```
uint32_t
 
xorshift32
(
uint32_t
 
x
)
 
{

    
x
 
^=
 
x
 
<<
 
13
;

    
x
 
^=
 
x
 
>>
 
17
;

    
x
 
^=
 
x
 
<<
 
5
;

    
return
 
x
;

}

```

## همچنین ببینید
- تولیدکننده اعداد شبه‌تصادفی
- تابع هش
- ساختار داده
- xoshiro (به انگلیسی: {{{1}}})